# ハラダ製茶
ハラダ製茶株式会社（はらだせいちゃ・英記 Harada Tea Processing Co.,LTD）は、静岡県島田市に本社を置き、主に日本茶を製造販売する飲料メーカーである。

## 概要
シンボルマークは、ハラダをアルファベット表記した際の頭文字「H」をベースに、茶娘（茶摘み娘）の横顔を図案化したデザイン。カラーモチーフは、茶葉や茶園がグリーン、茶娘の藁帽子のブラウンがお茶、茶娘の着物のブルーが大井川を意味している。
2019年より、名古屋の嘉木園をグループ化している。

## 主要製品
主要製品には、小売店やネットショップなどで販売される一般顧客向けの製品と、外食産業やコンビニなどで業務用に販売される法人顧客向けのOEM製品がある。

### やぶ北ブレンド
やぶ北ブレンド（やぶきた・ぶれんど）は、同社が製造販売する代表的な茶葉製品である。品名にある「やぶ北」とは、農林水産省の命名登録品種にある茶農林6号「やぶきた（藪北）」のことで、静岡県の在来種から選抜された優良茶葉として知られている。主に一般顧客向けの製品で、急須などを利用してお湯で淹れる。後述「テレビCM」による宣伝効果で、煎茶または緑茶といったイメージがあるが、同ブレンドには番茶やほうじ茶、玄米茶などもラインナップされている。

### 水出し煎茶
水出し煎茶（みずだし・せんちゃ）、またはやぶ北ブレンド水出し煎茶（やぶきたぶれんどみずだしせんちゃ）は、同社が製造販売するティーバッグ・タイプの茶葉製品である。主に一般顧客向けの製品で、水筒やピッチャーなどを利用して、品名の通り冷水で淹れることができる。後述「テレビCM」による宣伝効果で、煎茶または緑茶といったイメージがあるが、玄米茶やほうじ茶、烏龍茶などもラインナップされている。なお、同社のホームページに設けられた FAQコーナーでは、水出し用の茶葉をお湯で淹れるのは何の問題もないが、冷水よりも味が濃くなってしまう点に配慮してほしいと回答している。

### ティーバッグ製品
湯呑やコップ一杯ごとに淹れるティーバッグ・タイプの茶葉製品で、やぶ北ブレンドの煎茶や緑茶、玄米茶、ほうじ茶、高級茶葉の玉露などがラインナップされている。外出や旅行の際にも携行しやすい。

### ペットボトル製品
ペットボトル製品として、やぶ北ブレンドや屋久島農園の新茶などがラインナップされている。2009年には静岡空港の開港記念として、「富士山静岡空港開港記念・静岡いちばん茶」（500ml）が5000ケース限定で製造販売された。

### OEM製品
各種の日本茶、珈琲、紅茶などの業務用茶葉、海苔や椎茸を用いた業務用食品、前述「やぶ北ブレンド」を用いた委託ブランドなどのOEM製品を手掛けている。原料供給・加工製造・流通販売など、大手の外食産業やコンビニエンスストアから中小規模の飲食店まで納入実績は多岐に亘り、パッケージデザインなども含めたプライベートブランドの企画開発も手掛けている。
なお、ハラダ製茶は静岡空港を拠点とする地域航空会社「フジドリームエアラインズ （ICAOコード：FDA）」のスポンサー企業の一社であり、機内サービスの緑茶を無料提供している。これが縁となり、華道家の假屋崎省吾がフジドリームエアラインズ機内誌の新春企画として静岡県庁で「生け花富士山」を創作した際に茶葉を提供することになった。この作品は富士山を表現する為に、頂上から山腹にシンビジウム、山麓に茶葉と山葵が用いられている。

## ショップ
ハラダ製茶が手掛けるアンテナショップやネットショップは下記の通り。

### 源宗園

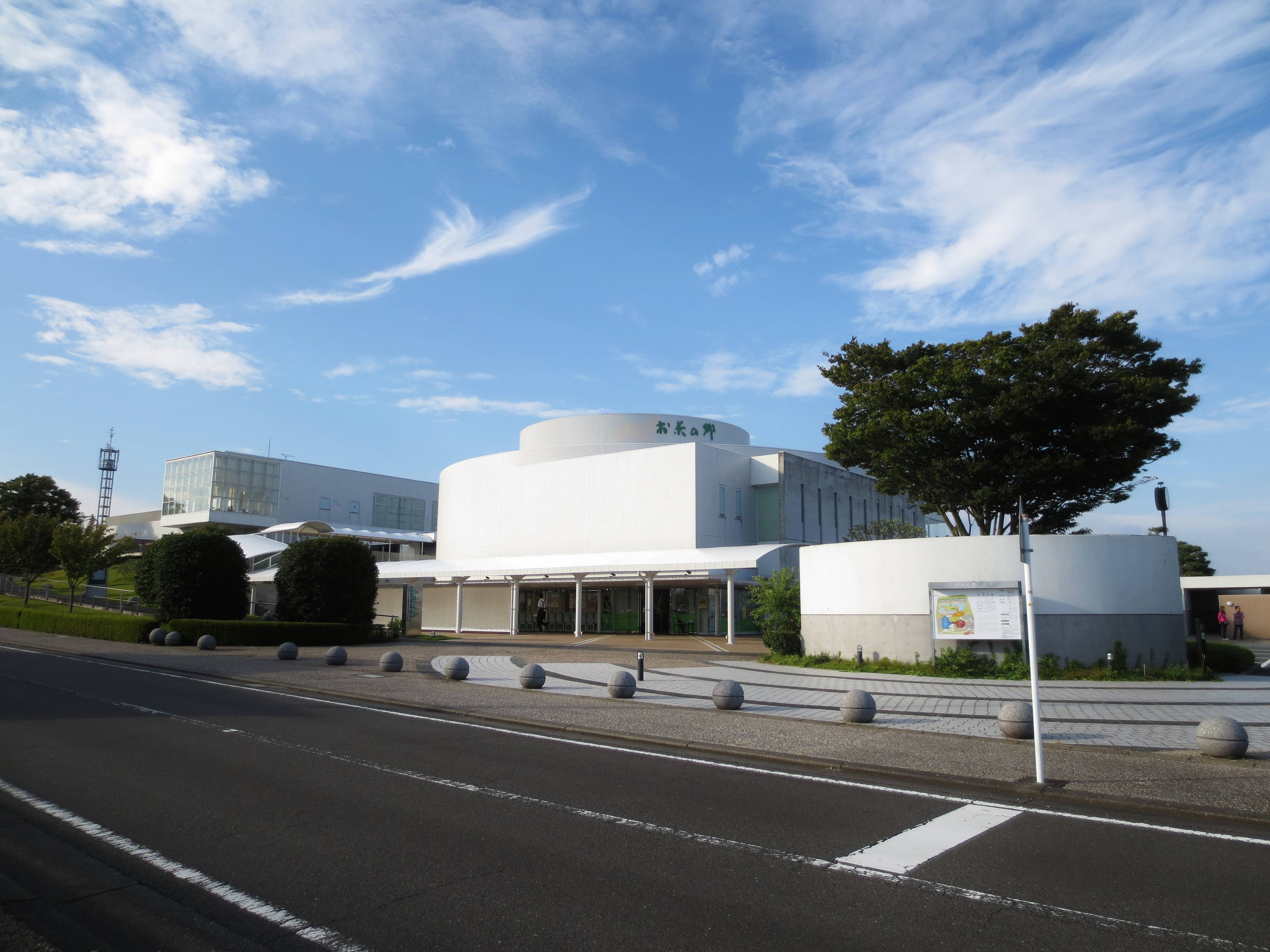
お茶の郷博物館

源宗園（げんそうえん）は、ハラダ製茶が運営する喫茶店およびネットショップの名前である。喫茶店は、静岡県島田市の「お茶の郷博物館」（商業館 ゆめ市場）にあり、銘茶や甘味などを販売している。最寄駅は金谷駅。ネットショップは、楽天の電子商店街「楽天市場」で開設し、関連商品の通販を取り扱っている。

## 農園
静岡県は国内最大の茶産地であるが、同時に、消費動向や取引価格の変化、圃場（ほじょう、田や畑などの農地）の使用長期化などが今後の課題となっており、東海農政局を始めとした関連業種の対策が急務とされている。ハラダ製茶では契約農家と共に、農業・製造業・販売業までをトータルに捉え、茶園から消費者までをダイレクトに結ぶ起点として下記3カ所に自社運営の農園を置いている。
ハラダ製茶農園
〒428-0011　静岡県島田市番生寺459-1
島田農場
〒427-0008　静岡県島田市落合西45
〒427-0111　静岡県島田市阪本4886-6
屋久島農場
〒891-4311　鹿児島県熊毛郡屋久島町安房2457-43

## 工場
ハラダ製茶の主要工場は下記3カ所に置かれている。製茶工場の品質マネジメントシステムとして他社に先駆けてISO9000 シリーズを採用、2000年に英国認証機関認定審議会（United Kingdom Accreditation Service, UKAS）よりISO9002を取得、2003年に国際標準化機構（International Organization for Standardization, ISO）よりISO9001を取得している。また、トレーサビリティが徹底されており、ペットボトル製品はボトルキャップのナンバーから消費者自身が生産者情報などを確認できるようになっている。
本社および本社工場
〒427-0005　静岡県島田市岸町194
向谷工場
〒427-0039　静岡県島田市向谷2丁目3824-1
金谷第1工場
〒428-0008　静岡県島田市竹下504-2
金谷第2工場
〒428-0006　静岡県島田市牛尾970-24

## 営業所
ハラダ製茶の営業所は下記4カ所を拠点に、秋田、岩手、福島、山形、茨城、栃木、群馬、埼玉、千葉、長野に置かれている。
札幌営業所
〒001-0901　北海道札幌市北区新琴似1条10丁目8-11
仙台営業所
〒983-0035　宮城県仙台市宮城野区日の出町3丁目5-13
東京営業所
〒167-0035　東京都杉並区今川3丁目14-3
同所にはハラダ製茶販売、ハラダ協同サービスが所在。
大阪営業所
〒562-0014　大阪府箕面市萱野4丁目3-10 箕面野口ビル4F

## テレビCM
前述「やぶ北ブレンド」と「水出し煎茶」のテレビCMは、1999年から日本テレビやフジテレビの系列局を通じて北海道・関東地方・東海地方・近畿地方・四国のエリアで放送されている。毎回、嫁と姑の人間関係をコミカルなドラマ仕立てでテンポよく描き、視聴者や消費者から高い知名度を得るようになった。
2008年には「日本のベスト・アドバタイザー2008」（CM総合研究所）の第3部門「CM好感度の獲得効率トップ50社」に選ばれており、この50社の中で主力ブランドとして飲料製品を製造販売するメーカーは、15位の大塚製薬株式会社（オロナミンC）、26位のカルピス株式会社（カルピス）、そして37位となった同社の3社だけである。2012年9月より、系列のフレンチレストラン「ル シャン」のCM（静岡ローカル）にも嫁姑が出演している。

### 登場人物
公式設定は発表されていないが、毎回登場する主役は嫁の「さとこさん」と姑の「おかあさま」の二人である。脇役はほとんど登場しない。
嫁 「さとこさん」
- 姑が「さとこさん」と呼ぶ嫁。年齢は20代から30代、性格はお調子者でおっちょこちょい。女優の塙理恵が演じる。
- 1999年夏期シーズンの水出し煎茶「ボート篇」では赤いビキニ姿で登場し、「砂浜篇」では姑から「中古」と呼ばれてバツイチであることを示唆するようなシーンがあった。
- ヘアスタイルは黒髪のストレートロングであることが多いが、2003年のやぶ北ブレンド「どっちが美味しい？篇」や同年夏期シーズンの水出し煎茶「関節技？篇」では栗色程度の茶髪に染めたセミロングで登場した。また、同年夏期シーズンの水出し煎茶「割っても良し編」では、焼酎の煎茶割りで気分よく酔った勢いだったが、姑との相性はまんざら悪くないような素振りも見せている。
- 2009年のやぶ北ブレンド「同窓会再び篇」で手紙の宛先がかなり大きく写し出されるシーンがあり、フルネームが「鈴木さとこ」であることや、架空の住所だが自宅は「渋谷区朝日丘1-2-3」であることなどが明らかになった。

姑 「おかあさま」
- 嫁が「おかあさま」と呼ぶ姑。年齢は50代から60代、性格はしっかり者で厳格だが、とんでもない勘違いをしてしまうこともある。女優の久保田民絵が演じる。
- 失敗ばかりの嫁に厳しい小言が多くなりがちだが、2004年のやぶ北ブレンド「いいところ篇」では、「さとこさんにだってきっといいところが（あるはず）」と心配しながら思いやる素振りも見せた。
- 2007年のやぶ北ブレンド「ネイルサロン篇」、2009年のやぶ北ブランド「イメチェン篇」、同年夏期シーズンの水出し煎茶「UVケア篇」では大胆で過激な一面も見せている。
- 2009年のやぶ北ブレンド「誕生日篇」で誕生日の年と月は不明だが、日付は「10日」であることが明らかになった。

夫
- さとこの夫であり、おかあさまにとっては息子となる。俳優の影丸茂樹が演じた。
- 2003年のやぶ北ブレンド「どっちが美味しい？篇」で一度だけ登場し、嫁を「さとこ」、姑を「かあさん」と呼んでいた。メガネをかけた真面目そうな横顔が写り、台詞もあるが、名前や職業などは一切明らかにされなかった。

脇役
- 現時点で、脇役らしい脇役はほとんど登場しておらず、登場しても背景の通行人役や店内の一般客役などの目立たない存在として描かれている。
- 過去、やぶ北ブレンドにおいて顔出しと台詞の両方があった脇役が二人いる。一人目は2006年の「リッチなランチ篇」で支払いの際に登場したレストランの店員、二人目は2009年の「イメチェン篇」で姑のヘアメイクを担当した美容師である。共に役名などはなかった。[27]

## 沿革
1917年（大正6年）
創業。
1948年（昭和23年）
株式会社に改組、ハラダ製茶株式会社を設立。
1954年（昭和29年）
現在の全国農業協同組合連合会（全農）となる全国購買農業協同組合連合会（全購連）と取引開始。
1970年（昭和45年）
日本生活協同組合連合会との取引開始。
1971年（昭和46年）
東京営業所を開設。
1974年（昭和49年）
屋久島農園が完成。
1983年（昭和58年）
代表取締役社長に原田康が就任。
1984年（昭和59年）
売上高100億円を達成。
1986年（昭和61年）
向谷工場が竣工。
1998年（平成10年）
現在地に本社および本社工場が竣工。
茨城県に茨城共同サービス（JA祭典）を設立し葬儀関連事業に参入。
1999年（平成11年）
やぶ北ブレンドと水出し煎茶のテレビCMを開始。
2000年（平成12年）
ISO9002（UKAS）を取得。
2002年（平成14年）
葬儀関連事業会社としてハラダ協同サービスを設立。
2003年（平成15年）
ISO9001（ISO）を取得。
2004年（平成16年）
農業生産法人としてハラダ製茶農園を設立。
2008年（平成20年）
GLOBAL GAP および JGAPを取得。
2012年（平成24年）
FSSC22000を取得。
2013年（平成25年）
代表取締役社長に原田宗一郎が就任。